# Daedaleopsis sinensis
Daedaleopsis sinensis är en svampart som först beskrevs av Lloyd, och fick sitt nu gällande namn av Y.C. Dai 1996. Daedaleopsis sinensis ingår i släktet Daedaleopsis och familjen Polyporaceae.   Inga underarter finns listade i Catalogue of Life.